# ワールド・シリーズ・オブ・ファイティング (カナダ)
ワールド・シリーズ・オブ・ファイティング・カナダ（World Series of Fighting canada）は、カナダの総合格闘技大会。カナダの3つのローカル興行Aggression MMA、Armageddon FC、AX Combatが合併したAggression Fighting Championshipsをワールド・シリーズ・オブ・ファイティングが買収して2013年に設立。
アルバータ州エドモントンを拠点とし、試合場に円形のケージ（金網）を使用していた。ヘビー級からバンタム級までの7階級制であり、重量区分はネバダ州アスレチック・コミッションの階級制に準拠していた。2017年にワールド・シリーズ・オブ・ファイティングはProfessional Fighters Leagueに買収される。